# ارکیده پرنده‌ای کوچک
ارکیده پرنده‌ای کوچک (نام علمی: Chiloglottis grammata) نام یک گونه از سرده ارکیده‌های زنبوری است.